# Heraclea Pontica

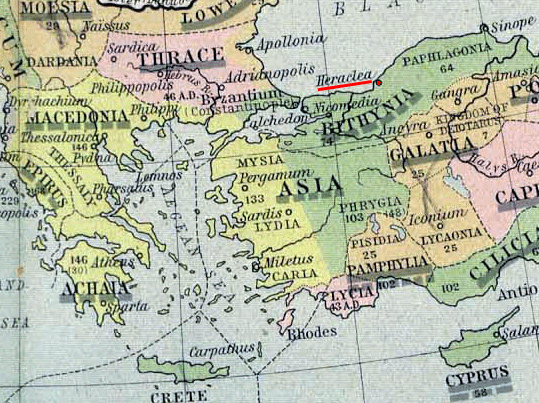
Karta som visar Heraclea Pontica och omkringliggande stater omkring 264 f.Kr.

Heraclea Pontica eller Herakleia Pontike (grekiska: Ἡράκλεια Ποντική, Hērakleia Pontikē; latin: Heraclea Pontica) var under antiken en stad i landskapet Bithynien i Mindre Asien, vid floden Lykos utlopp i Svarta havet (antikens "Pontos", därav namnet Pontica).
Heraclea grundades av kolonister från Megara omkring 560-550 f.Kr. Staden blev en betydande hamnstad, underlade sig en stor del av kuststräckan, som innehades av mariandynerna, och grundade själv flera kolonier. En längre tid hade den aristokratisk författning, styrdes från 364 f.Kr. av envåldshärskare. 300-talet f.Kr. var en blomstringsperiod för staden.
Sedermera kom Heraclea under syriska härskare, och slutligen med hela Bithynien under romarriket. Staden gick med i den pontiske kungen Mithridates VI Eupators krig mot Rom år 74 f.Kr., och plundrades och förstördes därför av Marcus Aurelius Cotta. Romarna byggde upp staden igen, men den återfick aldrig sin betydelse.
I dag heter staden Karadeniz Ereğli och ligger i Turkiet.